# Гіпологія

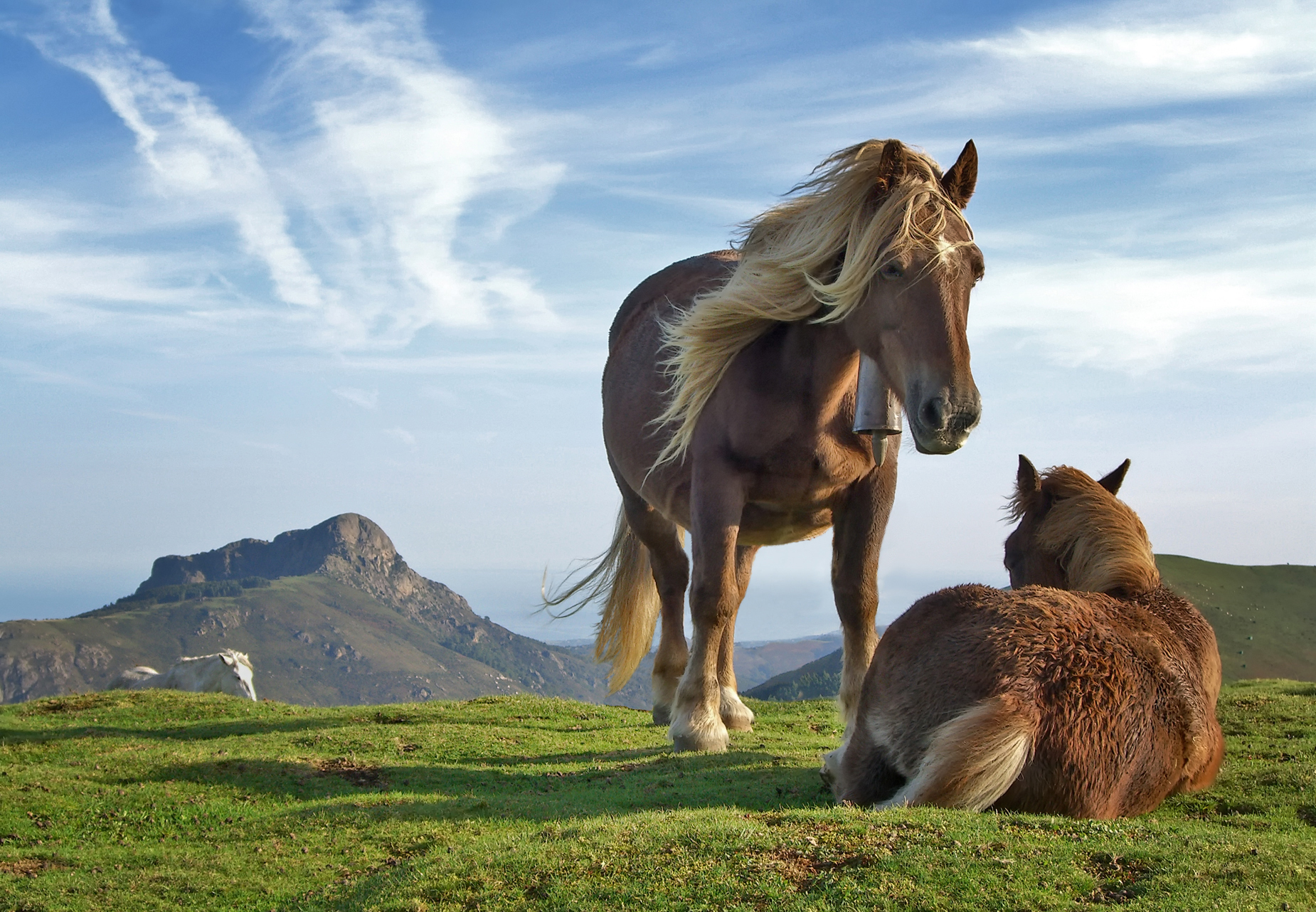
Коні

Гіпологія (грец. "ὁ ἵππος" - кінь і "ὁ λόγος" - слово, наука) — наука про коней. Вивчає походження, анатомію, фізіологію, генетику, біологію розмноження, породоутворення, захворювання, годівлю та тренування коней. Гіпологія також вивчає історію культури верхової їзди і використання коней людьми.

## Історія
Так як коні вже давно використовуються як свійські тварини, вони мають велике значення для багатьох людей та зумовили існування археологічних знахідок і давніх письмових згадок про конярство, коней, освіту і навчання коня та вершника:
- Існує велика і зростаюча кількість археологічних доказів на користь гіпотези, що коні були вперше одомашнені в степах України, приблизно 4000-3500 до нашої ери. Розкопки вказують на Деріївку, як місцевість де вперше в історії людства був приручений кінь.[1][2][3]
- Найбільш рання письмова згадка, яка збереглася, була написана конюхом Kikkuli в Мітанні в 14-му столітті до нашої ери. Ця робота описує підготовку і догляд за екіпажними (возовими) конями. Переклад технічних термінів залишається спірним.
- Із середнього ассирійського періоду є тексти про тренування коней. Перша значна робота по кінному спорту була написана Ксенофонтом в 4-му столітті до нашої ери, де він описав верхову їзду. Ця робота досі є актуальною.
- Перший старовинний європейський трактат про мистецтво верхової їзди який донині зберігся це Livro da ensinança de bem toda sela cavalgar, написаний в 1434-му Домом Дуарте I, королем Португалії, який був королем-філософом. Єдиний рукопис зберігся у бібліотеці Франсуа Міттерана.

У значних школах верхової їзди епохи Ренесансу малось поглиблене вивчення конярства і кінської медицини для практичного навчання верховій їзді (Див. Класичне мистецтво верхової їзди). Так наприклад Ecole de cavalry (1733), написана Ґверинієромом докладно описує питання постави, догляду, годування і кінської медицини.
Наприкінці 18-го століття кінська медицина в університетах Європи викладалась як частина дисципліни ветеринарної медицини і сьогодні також займає важливе місце. Трохи пізніше з'явилися, часто у зв'язку з ветеринарними інститутами, перші школи кування. В гіпології аналогом вислову про собак, також з'явився вислів про те що кінь є «один з найкращих друзів людини».

## Тематика
Сьогодні гіпологія також охоплює історію видів тварин родини коневих, породи свійських коней (включаючи археологію, генний аналіз), конячу комплекцію (наприклад, рентгенологічні дослідження), і їх природну поведінку (польові дослідження), завжди з метою отримати важливу інформацію для практичного розуміння домашнього коня, його комплекції, медичних проблем або поведінку та проблеми під час їзди, оптимальну поставу людини (вершника). Історія культури їзди і використання коней людьми та історично-культурні відносини між людиною і конем також описуються і аналізуються.

## Освіта
Кіньська наука є програмою бакалавра у Віденському університеті ветеринарної медицини (з 2003) та у Швейцарському коледжі сільського господарства (з 2007) Програми з науковими ступенями конярства (Equine Science) також є у Нідерландах та Великій Британії. Геттінгенський університет пропонує кінську науку з 2006 року як програму магістратури.